# Celo (película)
Celo es una película argentina dirigida por Fabián Forte y protagonizada por Carlos Echevarría, Martín Borisenko y Mónica Galán. Fue estrenada en 2009.

## Sinopsis
La vida tranquila e intimidad de un hombre ha sido irrumpida por un voyeur, lo que deriva en graves consecuencias.

## Reparto
- Julieta Benedetto como Mariela
- Martín Borisenko como Eduardo
- Matías Del Pozo como Eduardo joven
- Carlos Echevarría como Daniel
- Mónica Escudero como Gloria
- Mónica Galán como Ana
- Javier Gorleri como José
- Natalia Masseroni como Sofía
- Juan Gabriel Miño como Daniel joven
- Rodrigo Pedreira como Rubén
- Martina Perret como Patricia
- Liliana Moreno Reynoso como Marta (as Liliana Moreno)
- Josefina Sanz como Lucía / Verónica
- Lorena Vega como Cinthia